# Polaroid (filme)
Polaroid (bra: Morte Instantânea) é um filme de terror sobrenatural americano dirigido por Lars Klevberg, baseado em seu curta-metragem de 2015 com o mesmo nome. O longa-metragem é produzido por Roy Lee e Lantern Entertainment.

## Enredo
Segue a solitária colegial Bird Fitcher, que não tem ideia de quais segredos obscuros estão ligados à câmera vintage Polaroid que ela se depara, mas não demorou muito para descobrir que aqueles que tiraram fotos tem um final trágico.

## Elenco
- Kathryn Prescott como Bird Fitcher
- Tyler Young como Connor Bell
- Samantha Logan como Kasey
- Davi Santos como Tyler
- Katie Stevens como Avery
- Shauna Macdonald como Kim Fitcher
- Javier Botet como entidade
- Keenan Tracey
- Priscilla Quintana
- Madelaine Petsch como Joanne Flame
- Erika Prevost como Linda
- Mitch Pileggi
- Grace Zabriskie
- Steve Wohlmuth como Vice VanPelt

## Produção
A Dimension Films foi anunciada para adaptar o curta metragem de 2014 Polaroid, escrito e dirigido pelo diretor norueguês Lars Klevberg. Chris Bender, Jake Weiner e Jake Wagner irão produzir em Benderspink, Roy Lee em Vertigo e Petter Onstad Løkke e John Einar Hagen em Eldorado Film, que produziu o curta com Klevberg na Noruega.

### Filmagens
As filmagens do filme começou em Halifax, Nova Escócia, em 9 de março de 2017.

## Lançamento
O filme foi originalmente programado para ser lançado em 25 de agosto de 2017. Ele foi adiado desde a data de lançamento original até 1º de dezembro de 2017, antes de ser enviado para o dia 22 de novembro de 2017. Foi então retirado do cronograma, com planos de lançar o filme em 2018.
Em outubro de 2018, a Lantern Entertainment, que adquiriu os ativos da The Weinstein Company através de sua falência, e a 13 Films, uma empresa internacional de distribuição e finanças, fecharam um acordo para co-distribuir o filme internacionalmente.